# Rebergues

Rebergues este o comună în departamentul Pas-de-Calais, Franța. În 1 ianuarie 2022 avea o populație de 397 de locuitori.